# Список епізодів телесеріалу «Флеш» (2014)
Список та короткий опис епізодів американського телесеріалу «Флеш», що транслюється телеканалом The CW.

## Огляд
| Сезон | Сезон | Кількість епізодів | Прем'єра першого епізоду | Прем'єра останнього епізоду |
| ----- | ----- | ------------------ | ------------------------ | --------------------------- |
|       | 1     | 23                 | 7 жовтня 2014            | 19 травня 2015              |
|       | 2     | 23                 | 6 жовтня 2015            | 24 травня 2016              |
|       | 3     | 23                 | 4 жовтня 2016            | 23 травня 2017              |
|       | 4     | 23                 | 10 жовтня 2017           | 23 травня 2018              |
|       | 5     | 22                 | 9 жовтня 2018            | 14 травня 2019              |
|       | 6     | 19                 | 8 жовтня 2019            | 12 травня 2020              |
|       | 7     | 18                 | 2 березня 2021           | 20 липня 2021               |
|       | 8     | 20                 | 16 листопада 2021        | 29 червня 2022              |
|       | 9     | 13                 | 8 лютого 2023            | 24 травня 2023              |

## 1 сезон (2014 - 2015)
| № | Назва                                                    | Режисер          | Сценарист                                   | Дата показу в США | Кількість глядачів США (мільйонів) |
| --- | -------------------------------------------------------- | ---------------- | ------------------------------------------- | ----------------- | ---------------------------------- |
| 1 | «Пілотна серія» «Pilot»                                  | Девід Наттер     | Ендрю Крайсберг та Джефф Джонс              | 7 жовтня 2014     | 4,79                               |
| Чотирнадцять років минуло зі смерті Нори Аллен за дивних обставин. Генрі Аллен був звинувачений у вбивстві, проте Баррі вірить, що його батько цього не робив. На жаль, ніхто не повірив дитині, що його мати вбила людина із блискавки, і Генрі Аллена відправили до в'язниці. Після вибуху у Стар Лабс він має змогу в цьому впевнитись. Прокинувшись від дев'ятимісячної коми, Баррі розуміє, що отримав дивовижні здібності. Так починається історія Флеша - найшвидшої людини на Землі. |                                                          |                  |                                             |                   |                                    |
| 2 | «Найшвидший із людей» «Fastest Man Alive»                | Девід Наттер     | Ендрю Крайсберг та Джефф Джонс              | 14 жовтня 2014    | 4,27                               |
| Бути супер героєм не так весело, як здавалось на перший погляд. Баррі доводиться тренуватись та проходити спеціальні дослідження, щоб повністю оволодіти своїми силами. Проте найбільша проблема для героя - як вберегти своє таємне життя від близьких людей і навпаки. Поки команда Стар Лабс вирішує, чи варто використовувати здібності Баррі для боротьби із мета-людьми, в Централ-Сіті з'являється банда із шести ідентичних злочинців. |                                                          |                  |                                             |                   |                                    |
| 3 | «Те, від чого не втекти» «Things You Can't Outrun»       | Джессі Варн      | Елісон Шапкер та Гренні Годфрі              | 21 жовтня 2014    | 3,59                               |
| Айріс серйозно зацікавилась загадковим героєм Централ-Сіті, що не на жарт хвилює Баррі. Проте у поліції повно роботи - хтось отруїв цілий злочинний синдикат і для розкриття цієї справи Баррі та Джо звертаються за допомогою до Стар Лабс. Виявляється, в місті з'явився мета-злочинець, який вміє керувати токсичним газом. |                                                          |                  |                                             |                   |                                    |
| 4 | «Пуститися берега» «Going Rogue»                         | Глен Вінтер      | Джефф Джонс та Кай Ю Ву                     | 28 жовтня 2014    | 3,53                               |
| Фелісіті вирішила провідати Баррі у Централ-Сіті. Саме в цей час злочинне угрупування під керівництвом Леонарда Снарта обирає собі за ціль місто, а саме - старовинний алмаз династії Кандак, що перевезли до музею Централ-Сіті. Один із нападів трапляється в той час, як Айріс, намагаючись звести Баррі та Фелісіті, запрошує їх на подвійне побачення. |                                                          |                  |                                             |                   |                                    |
| 5 | «Пластик» «Plastique»                                    | Дермотт Даунс    | Аарон Гелбінг, Тодд Гелбінг та Брук Эікмеєр | 11 листопада 2014 | 3,46                               |
| У місті новий злочинець - підривник, що не залишає за собою ні сліду. Щойно поліція взялась за розслідування, як його забирає собі армія під керівництвом генерала Ейлінга. Доктор Веллс згадує, що колись вже працював із генералом, проте їх шляхи розійшлися через питання моралі. Тому команда Стар Лабс вирішує сама зайнятись цією справою. Яким же буде їх здивування, коли підривником виявиться Бетт Сан-Сусі - чарівна дівчина, якій би Ціско пробачив все. |                                                          |                  |                                             |                   |                                    |
| 6 | «Народження Флеша» «The Flash Is Born»                   | Мілісент Шелтон  | Джеймі Паглія та Кріс Рафферті              | 18 листопада 2014 | 3,73                               |
| На місці злочину Баррі зустрічає доволі знайомого злочинця зі сталі і зазнає поразки. Виявляється, це його колишній однокласник - Тоні Вудворд, який завжди задирав Баррі у школі. Ціско, Кейтлін та доктор Веллс намагаються підготувати Баррі до нової зустрічі, а тим часом Баррі та Айріс вигадали ім'я для невідомого героя Централ-Сіті, який рятує людей та дарує місту надію. |                                                          |                  |                                             |                   |                                    |
| 7 | «Відключення електрики» «Power Outage»                   | Ларрі Шоу        | Елісон Шапкер та Гренні Годфрі              | 25 листопада 2014 | 3,47                               |
| Здається, Баррі занадто сильно сподівається на свої сили у звичайному житті, а от тренується недостатньо - саме так вважає доктор Веллс. Однак розмову з цього приводу доводиться відкласти - поліція знайшла обгорілий труп. Баррі виявляє, що невідомого вбило розрядом блискавки. Того ж дня відбувається потужний витік енергії на місцевій електростанції і там Флеш зустрічає Фарука Джебрана - мета-людину, що харчується електроенергією. Що тепер робити Стар Лабс, адже Фарук забрав всю енергію і в Баррі, лишивши його надшвидкості. Тим часом поліцейську дільницю захоплює Король Годинників. |                                                          |                  |                                             |                   |                                    |
| 8 | «Флеш проти Стріли» «Flash vs. Arrow»                    | Глен Вінтер      | Бен Соколовскі та Брук Айкмаєр              | 2 грудня 2014     | 4,34                               |
| До Централ-Сіті прибуває команда Стріли: Олівер, Фелісіті та Джон. Вони ведуть розслідування загадкової справи, в якій зброя - бумеранг. Баррі пропонує об'єднати сили, адже саме з'явилась мета-людина, що може викликати у людей неконтрольований гнів. Олівер не в захваті від імовірної співпраці та відмовляється, а тим часом Джо та доктор Веллс починають хвилюватись через дружні стосунки Баррі та Стріли. |                                                          |                  |                                             |                   |                                    |
| 9 | «Чоловік у жовтому костюмі» «The Man in the Yellow Suit» | Ральф Гемекер    | Аарон Гелбінг та Тодд Гелбінг               | 9 грудня 2014     | 4,66                               |
| Всі зайняті підготовкою до святкування Різдва, а тим часом хтось скоює напад на лабораторію "Меркурі Лабс". Свідок заявляє, що злочин скоїла людина у жовтому, що рухалась зі швидкістю світла. Флеш зустрічає ворога, що вбив його матір, та зазнає нищівної поразки. Натомість Генрі Аллен втішає сина. Баррі набирається хоробрості та зізнається Айріс у своїх почуттях. |                                                          |                  |                                             |                   |                                    |
| 10 | «Помста негідників» «Revenge of the Rogues»              | Нік Копус        | Джефф Джонс та Кай Ю Ву                     | 20 грудня 2014    | 3,87                               |
| До Централ-Сіті повертається Леонард Снарт. Та тепер для помсти Флешу він захопив свого старого друга Міка Рорі, який не знає нічого кращого та більш руйнівного за полум'я. Вдвох вони стають величезною загрозою для міста. Баррі хоче їх зупинити, але прислуховується до голосу розуму та доктора Веллса, які кажуть, що головний ворог - Обернений Флеш. Проте поліція, навіть із допомогою Ціско, не може зупинити негідників. |                                                          |                  |                                             |                   |                                    |
| 11 | «Звук і лють» «The Sound and the Fury»                   | Джон Шоуолтер    | Елісон Шапкер та Брук Айкмаєр               | 27 грудня 2014    | 4,08                               |
| Новий ворог Флеша - колишній співробітник Стар Лабс та протеже доктора Веллса Гартлі Ретеуей, що може керувати звуком та називає себе дударем. Він хоче помститись Веллсу та своїй родині за те, що ті від нього відвернулись. Гартлі хоче розкрити страшну таємницю доктора Веллса, та той першим робить заяву перед пресою. Тим часом Айріс починає працювати журналістом, та чи вийде в неї перейти від блогу до справжньої роботи? |                                                          |                  |                                             |                   |                                    |
| 12 | «Божеволію через тебе» «Crazy for You»                   | Роб Харді        | Аарон Гелбінг та Тодд Гелбінг               | 3 лютого 2015     | 3,60                               |
| Кейтлін та Баррі вирішують, що задовго жили минулим, та йдуть до караоке бару. Тим часом у місті нова мета-злочинниця. Намагаючись допомогти Баррі та поліції, Генрі потрапляє у небезпечну ситуацію. Ціско за допомогою Гартлі хоче з'ясувати, що трапилось із Ронні, проте має заплатити свою ціну. |                                                          |                  |                                             |                   |                                    |
| 13 | «Ядерна людина» «The Nuclear Man»                        | Глен Вінтер      | Ендрю Крайсберг та Катеріна Вальцак         | 10 лютого 2015    | 3,66                               |
| Баррі намагається завести стосунки із Ліндою Парк, та хіба жити звичайним життям просто для Флеша? Розслідування Джо та Ціско приводить їх до будинку, де колись вбили Нору Аллен, а тим часов Баррі, Кейтлін та доктор Веллс намагаються схопити Ронні. |                                                          |                  |                                             |                   |                                    |
| 14 | «Наслідки» «Fallout»                                     | Стівен Сурджік   | Кето Сімідзу та Бен Соколовскі              | 17 лютого 2015    | 4,01                               |
| Вибух розділив Ронні та професора Штейна і вони готові повернутись до звичайного життя. На жаль їм обом, довге перебування в одному тілі не пройшло без наслідків. Джо вирішує показати Баррі знахідки в його колишньому домі, та чи готовий Баррі до такого? |                                                          |                  |                                             |                   |                                    |
| 15 | «Поза часом» «Out of Time»                               | Тор Фройденталь  | Тодд Гелбінг та Аарон Гелбінг               | 17 березня 2015   | 3,69                               |
| До Централ-Сіті прибуває ще один Мардон - Марк, брат Клайда, якого Джо застрелив. Тепер Джо та всі його рідні у небезпеці. Капітан Сінкх хоче вберегти детектива, та хіба може той всидіти на місці, якщо небезпечний злочинець ходить вулицями. Тепер Баррі має врятувати Джо від Погодного чарівника. |                                                          |                  |                                             |                   |                                    |
| 16 | «Час негідників» «Rogue Time»                            | Джон Берінг      | Брук Айкмаєр та Кай Ю Ву                    | 24 березня 2015   | 3,33                               |
| Флеш несподівано повертається в минуле та намагається виправити ситуацію. Хоча доктор Веллс попереджує Баррі про можливі наслідки, той робить як вважає за потрібне. Тепер Централ-Сіті та Ціско Рамон опиняються в небезпеці через Капітана Холода, його напарника та сестру. |                                                          |                  |                                             |                   |                                    |
| 17 | «Трюкачі» «Tricksters»                                   | Ральф Гемекер    | Ендрю Крайсберг                             | 31 березня 2015   | 3.67                               |
| На Централ-Сіті падають бомби. Провину за цей терористичний акт бере на себе Трюкач - наслідувач відомого Джеймса Джессі, що тероризував місто багато років тому. Джо та Баррі намагаються вмовити того допомогти у розшуку наслідувача, адже він псує репутацію оригінального Трюкача. Все стає значно гіршим, коли обидва злочинці виявляються пов'язані між собою та ще й викрадають Генрі Аллена. |                                                          |                  |                                             |                   |                                    |
| 18 | «Команда зірок» «All-Star Team-Up»                       | Кевін Танчароєн  | Гренні Годфрі та Кай Ю Ву                   | 14 квітня 2015    | 3,67                               |
| Фелісіті Смоук та Рей Палмер прибувають до Централ-Сіті за допомогою у розробці костюму Рея. Кейтлін та Ціско в захваті від нового товариша, та Баррі починає ревнувати. Кому ж із свого оточення Флеш може довіритись? |                                                          |                  |                                             |                   |                                    |
| 19 | «Хто такий Гаррісон Веллс?» «Who is Harrison Wells?»     | Вендей Шантцлер  | Рей Утарначітт та Кортні Норріс             | 21 квітня 2015    | 3,75                               |
| Доктор Макгі розповідає Баррі, чому її стосунки із доктором Веллсом перестали бути дружніми. Тим часом Ціско та Джо відправляються до Старлінг-Сіті, щоб дізнатись, що насправді трапилось у страшній аварії, яка забрала життя Тесс Морган п'ятнадцять років тому. А от в Централ-Сіті новий злочинець - Безликий, який може перетворитись на будь-кого та змусити сумніватись кожного навіть у найближчих друзях. |                                                          |                  |                                             |                   |                                    |
| 20 | «Пастка» «The Trap»                                      | Стів Шиль        | Елісон Шапкер та Брук Айкмаєр               | 28 квітня 2015    | 3,93                               |
| Баррі, Ціско та Кейтлін знайомляться із Гідеон та дізнаються багато нового. Едді хоче отримати благословення від Джо на одруження із Айріс, але отримує відмову. За допомогою технологій контрольованого сну Ціско нарешті згадує події того часу, який змінив Флеш. Тепер друзі хочуть зробити пастку для доктора Веллса. |                                                          |                  |                                             |                   |                                    |
| 21 | «Гродд існує» «Grodd Lives»                              | Дермотт Доунс    | Гренні Годфрі та Кай Ю Ву                   | 5 травня 2015     | 3,62                               |
| Баррі оббігає місто колами щоб знайти викраденого Едді, та все даремно. Айріс дізнається, що Баррі і є загадковим Флешем та перестає йому довіряти. Тим часом у місті новий мета-злочинець, що може контролювати свідомість будь-якої людини. |                                                          |                  |                                             |                   |                                    |
| 22 | «Атмосфера божевілля» «Rogue Air»                        | Доуг Аарніокоскі | Аарон Гелбінг та Тодд Гелбінг               | 12 травня 2015    | 3,65                               |
| Доктор Веллс запускає прискорювач. Баррі, Ціско та Кейтлін вирішують вивести всіх мета-людей, щоб врятувати їх. На допомогу доводиться покликати Капітана Холода, та хіба можна довіряти тому, хто вже двічі намагався вбити Флеша? |                                                          |                  |                                             |                   |                                    |
| 23 | «Досить швидко» «Fast Enough»                            | Дермотт Доунс    | Габріель Стентон та Ендрю Крайсберг         | 19 травня 2015    | 3.87                               |
| Еобард Тоун пропонує Баррі повернутись на п'ятнадцять років та виправити події, що призвели до загибелі його матері. Це дозволило б Тоуну повернутись у свій час. Тепер перед Баррі складний вибір - врятувати матір та знищити все, що відбулось за п'ятнадцять років, чи дозволити їй померти та залишити в своєму житті Айріс, Джо, Ціско, Кейтлін та інших. |                                                          |                  |                                             |                   |                                    |

## 2 сезон (2015 - 2016)
| № | Назва                                                            | Режисер          | Сценарист                            | Дата показу в США | Кількість глядачів США (мільйонів) |
| --- | ---------------------------------------------------------------- | ---------------- | ------------------------------------ | ----------------- | ---------------------------------- |
| 1 | «Той, що врятував Централ-Сіті» «The Man Who Saved Central City» | Ральф Гемекер    | Ендрю Крайсберг та Габріель Стентон  | 6 жовтня 2015     | 3,58                               |
| На честь рятівника міста влаштовують День Флеша і Баррі вручають ключ міста. Зненацька з'являється мета-злочинець, що може збільшуватись у розмірах, поглинаючи радіацію. |                                                                  |                  |                                      |                   |                                    |
| 2 | «Флеш двох світів» «Flash of Two Worlds»                         | Джессі Варн      | Аарон Гелбінг та Тодд Гелбінг        | 13 жовтня 2015    | 3,49                               |
| До Стар Лабс приходить таємничий Джей Гаррік, який стверджує, що був Флешем у паралельній реальності. Він потрапив у цей світ через Зума - надшвидкісного злочинця, який знищує всіх власників швидкості. Тепер Зум відправляє мета-людей вбити Баррі.                                                                                    |                                                                  |                  |                                      |                   |                                    |
| 3 | «Родина негідників» «Family of Rogues»                           | Джон Шоуолтер    | Джуліан Мейоджас та Катеріна Вальцак | 20 жовтня 2015    | 3,47                               |
| Айріс святкує першу професійну перемогу - розкриття махінацій із нерухомістю. Тим часом у Стар Лабс тривають суперечки, звідки взялась кротовина і чим вона є. Крім того, Ціско та Баррі доводиться допомогти Леонарду Снарту та його сестрі Лізі.                                                                                        |                                                                  |                  |                                      |                   |                                    |
| 4 | «Лють Вогняного Шторму» «The Fury of Firestorm»                  | Стефан Плещинскі | Кай Ю Ву та Джо Пераччо              | 27 жовтня 2015    | 3,43                               |
| Професор Штейн потребує нового напарника, інакше він сам загине. Команда намагається відшукати потенційну половину Вогняного Шторму та знаходить двох кандидатів. Хто із них краще впишиться у цю роль? Допоки Стар Лабс зайняті пошуками, Джо та Айріс зустрічають давно втрачену дружину та матір Франсін.                              |                                                                  |                  |                                      |                   |                                    |
| 5 | «Темрява та світло» «The Darkness and the Light»                 | Стів Шиль        | Бен Соколовскі та Гренні Годфрі      | 3 листопада 2015  | 3,87                               |
| Доктор Веллс із Землі-2 приєднується до команди Стар Лабс та одразу знаходить нових ворогів. Тим часом Зум відправляє на Землю-1 Доктора Світло - двійника колишньої дівчини Баррі із надприродними здібностями. |                                                                  |                  |                                      |                   |                                    |
| 6 | «Поява Зума» «Enter Zoom»                                        | Джей-Джей Макаро | Габріель Стентон та Брук Эікмеєр     | 10 листопада 2015 | 3,63                               |
| Із допомогою Лінди Парк, перевдягнутої у Доктора Світло, Баррі та команда намагаються виманити Зума. Та хіба можна обдурити найшвидшу людину на Землі-2? |                                                                  |                  |                                      |                   |                                    |
| 7 | «Війна горили» «Gorilla Warfare»                                 | Дермотт Доунс    | Аарон Гелбінг та Тодд Гелбінг        | 17 листопада 2015 | 3,46                               |
| Баррі намагається оговтатись після фізичних та психологічних травм. Тим часом у місті починає відбуватись щось дивне... |                                                                  |                  |                                      |                   |                                    |
| 8 | «Легенди сьогодення» «Legends of Today»                          | Ральф Гемекер    | Аарон Гелбінг та Тодд Гелбінг        | 1 грудня 2015     | 3,94                               |
| Нову подругу Ціско - Кендру - атакую таємничий злодій на ім'я Вандал Севідж. За його словами, у минулому житті Кендра була жрицею Чай-Арою. Хоча Баррі і встигає врятувати дівчину, йому необхідна допомога Стріли, аби впоратись із новим ворогом.                                                                                       |                                                                  |                  |                                      |                   |                                    |
| 9 | «Бігти, щоб стояти» «Running to Stand Still»                     | Кевін Танчароєн  | Ендрю Крайсберг                      | 8 грудня 2015     | 3,55                               |
| Напередодні Різдва, у Централ-Сіті повертається Погодний Чарівник Марк Мардон. Він звільняє із в'язниці Капітана Холода та Трюкача аби навести "лад" у місті. За порятунок сестри Снарт розповідає Баррі про плани Мардона. Баррі розповідає Ціско про події, які стер із історії, щоб той зміг ще раз винайти зброю проти мета-злочинця. |                                                                  |                  |                                      |                   |                                    |
| 10 | «Потенційна енергія» «Potential Energy»                          | Роб Харді        | Браян Міллер                         | 19 січня 2016     | 3,41                               |
| Як би Джо того не хотів, примиритись із Воллі йому не вдається, а сам Воллі ніяк не може звикнути до нової сім'ї. Пеггі хвилюється про Баррі через його нічні жахіття та просить поради у Айріс. Тим часом у місті з'являється Черепаха - мета-злочинець, що може сповільнювати час навколо себе.                                         |                                                                  |                  |                                      |                   |                                    |
| 11 | «Повернення Оберненого Флеша» «The Reverse-Flash Returns»        | Майкл Алловітц   | Аарон Гелбінг та Тодд Гелбінг        | 26 січня 2016     | 3,71                               |
| Команда Флеша хоче використати силу Черепахи, аби сповільнити Зума, але той помирає від аневризми. Одночасно, Еобард Тоун викрадає доктора Крістіну Макгі і змушує допомогти відновити сили за допомогою тахіонів. |                                                                  |                  |                                      |                   |                                    |
| 12 | «Швидкісна смуга» «Fast Lane»                                    | Рейчел Талалай   | Кай Ю Ву та Джо Пераччо              | 2 лютого 2016     | 3,66                               |
| У місті новий мета-злочинець Смоляна Яма. Та справжнім ворогом Флеша стає доктор Веллс, який тайно краде швидкість Баррі для власних потреб. Айріс починає вести розслідування через незаконні перегони, в яких бере участь Воллі, чим суттєво збільшує кількість халеп.                                                                  |                                                                  |                  |                                      |                   |                                    |
| 13 | «Вітаємо на Землі-2» «Welcome to Earth-2»                        | Мілісент Шелтон  | Катеріна Вальцак                     | 9 лютого 2016     | 3,96                               |
| Баррі, Веллс та Ціско відправляються на Землю-2 через останню відкриту кротовину. Щойно вони опиняються там, прохід закривається і дві Землі перестають бути з'єднаними. Та у Баррі є й інші проблеми на Землі-2. |                                                                  |                  |                                      |                   |                                    |
| 14 | «Втеча із Землі-2» «Escape from Earth-2»                         | Джей-Джей Макаро | Девід Коб                            | 16 лютого 2016    | 3,90                               |
| Зум розшукує Веллса по всьому Централ-Сіті. Героям та Баррі із Землі-2 вдається сховатись, але часу обмаль. Вони вирішують навідатись до схованки Зума та звільнити Флеша і Джессі. Для цього доведеться заручитись допомогою злого двійника Кейтлін.                                                                                     |                                                                  |                  |                                      |                   |                                    |
| 15 | «Король Акула» «King Shark»                                      | Ганель Кулпеппер | Бенжамін Рааб та Дерік Хугз          | 23 лютого 2016    | 3,80                               |
| Команда Флеша не може оговтатись від втрати. Ціско хвилюється, що через горе Кейтлін може перетворитись на Вбивцю Мороз, як її двійник з Землі-2. Тим часом до Централ-Сіті приїжджають Джон та Лайла, щоб повідомити про втечу Короля Акули.                                                                                             |                                                                  |                  |                                      |                   |                                    |
| 16 | «Траєкторія» «Trajectory»                                        | Глен Вінтер      | Лорен Церто та Ліла Ванденбург       | 22 березня 2016   | 3,00                               |
| Флеш та його друзі вирішують відпочити у місцевому клубі, де таємничий бігун грабує всіх клієнтів. Кажуть, Флеш перейшов на сторону злочинців. Баррі не може витримати такого наклепу і хоче відшукати злочинця, але Траєкторія перша встигає дістатись їх лабораторії.                                                                   |                                                                  |                  |                                      |                   |                                    |
| 17 | «Флешбек» «Flash Back»                                           | Еліс Тротон      | Аарон Гелбінг та Тодд Гелбінг        | 29 березня 2016   | 3,39                               |
| Спроби Баррі збільшити свою швидкість закінчуються нічим. Зайшовши у глухий кут, герой відправляється у минуле за порадою старого ворога - Еобарда Тоуна, який вдає із себе доктора Веллса. Але подорожі у часі заборонені - Баррі починає переслідувати Привид часу.                                                                     |                                                                  |                  |                                      |                   |                                    |
| 18 | «Проти Зума» «Versus Zoom»                                       | Стефан Плещинскі | Джо Пераччо та Девід Коб             | 19 квітня 2016    | 3,03                               |
| Команда вирішує використати тахіони, щоб збільшити силу швидкості у клітинах Баррі. Вони хочуть відкрити кротовину та виманити Зума, але доктор Веллс категорично проти. |                                                                  |                  |                                      |                   |                                    |
| 19 | «Повернення до звичайного» «Back to Normal»                      | Джон Шоуолтер    | Брук Робертс та Катеріна Вальцак     | 26 квітня 2016    | 3,39                               |
| Тепер Баррі треба звикнути знову жити без надприродних здібностей. Та його хвилює, що злочинці почнуть вільно себе почувати у Централ-сіті. Доктор Веллс відправляється за Джессі та сам потрапляє у халепу, а Кейтлін знайомиться із своїм двійником на Землі-2.                                                                         |                                                                  |                  |                                      |                   |                                    |
| 20 | «Розрив» «Rupture»                                               | Армен Кеворкіан  | Кай Ю Ву та Лорен Церто              | 3 травня 2016     | 3,34                               |
| Оскільки сила покинула Баррі, Ціско використовує голограму, аби боротись зі злочинцями. Та хіба може така витівка довго залишатись непомітною? Доктор Веллс пропонує влаштувати новий вибув прискорювача, щоб повернути сили Баррі. |                                                                  |                  |                                      |                   |                                    |
| 21 | «Динозавр, що втік» «The Runaway Dinosaur»                       | Кевін Сміт       | Зак Стенц                            | 10 травня 2016    | 3,52                               |
| Баррі переноситься до Сили швидкості. Йому треба з усім розібратись та примиритись. Тим часом, його друзі впевнені, що Флеш ще повернеться. Та треба якось це влаштувати. |                                                                  |                  |                                      |                   |                                    |
| 22 | «Непереможний» «Invincible»                                      | Джессі Варн      | Брук Робертс та Девід Коб            | 17 травня 2016    | 3,37                               |
| Після повернення із Сили швидкості, Баррі стає занадто впевненим, незважаючи на зростаючу кількість ворогів. Друзям доведеться довести Флешу, що він не є непереможним і має це враховувати. |                                                                  |                  |                                      |                   |                                    |
| 23 | «Перегони всього життя» «The Race of His Life»                   | Антоніо Негрет   | Аарон Гелбінг та Тодд Гелбінг        | 24 травня 2016    | 3,35                               |
| Команда Флеша не може оговтатись від чергової трагедії. Тим часом Зум пропонує провести перегони, які б вирішили долю багатьох світів. Чи зможе Баррі довести, що він - найшвидша людина на Землі? |                                                                  |                  |                                      |                   |                                    |

## 3 сезон (2016 - 2017)
| № | Назва                                                                 | Режисер            | Сценарист                       | Дата показу в США | Кількість глядачів США (мільйонів) |
| --- | --------------------------------------------------------------------- | ------------------ | ------------------------------- | ----------------- | ---------------------------------- |
| 1 | «Флешпоїнт» «Flashpoint»                                              | Джессі Варн        | Ендрю Крайсберг та Брук Робертс | 4 жовтня 2016     | 3,17                               |
| Баррі відправляється в минуле і рятує Нору Аллен, змінюючи все, що він знав. Новим Флешем Централ-сіті стає Воллі Вест, а його головний ворог - Конкурент. Баррі доводиться зібрати всю стару команду, аби зупинити Конкурента |                                                                       |                    |                                 |                   |                                    |
| 2 | «Парадокс» «Paradox»                                                  | Ральф Гемекер      | Аарон Гелбінг та Тодд Гелбінг   | 11 жовтня 2016    | 2,80                               |
| Після перезапуску хронології, не все стає на свої місця. Ціско злий на Баррі та не розмовляє з ним. У Айріс та Джо теж конфлікт. Баррі намагається всіх зібрати разом, але вдається це не так добре, як хотілося б. |                                                                       |                    |                                 |                   |                                    |
| 3 | «Маджента» «Magenta»                                                  | Армен Кеворкіан    | Джудаліна Нейра та Девід Коб    | 18 жовтня 2016    | 2,67                               |
| Доктор Веллс та Джессі повертаються на Землю-1, щоб друзі допомогли Джессі розібратись із новими можливостями. Коли Воллі та Джессі отримали дозу темної матерії, дівчина стала такою ж швидкою, як Флеш. На превеликий жаль Воллі, в нього немає нових здібностей. Тим часом Алхімія створює нових мета-людей.                                           |                                                                       |                    |                                 |                   |                                    |
| 4 | «Нові негідники» «The New Rogues»                                     | Стефан Плещинскі   | Бенжамін Рааб та Дерік Хугз     | 25 жовтня 2016    | 2,80                               |
| Колишні спільники Снарта стають новими ворогами Флеша. Дзеркальний майстер та Дзига можуть доставити багато хлопот героям. Тим часом Веллс шукає собі заміну серед двійників з інших Земель. |                                                                       |                    |                                 |                   |                                    |
| 5 | «Монстр» «Monster»                                                    | Кім Майлз          | Зак Стенц                       | 1 листопада 2016  | 2,77                               |
| Над містом нависла нова загроза - гігантський монстр. Новий Веллс не сильно до вподоби команді, особливо Ціско. Кейтлін намагається знайти допомоги у матері, а Баррі та Джуліан вкотре з'ясовують, хто з них головний. |                                                                       |                    |                                 |                   |                                    |
| 6 | «Темрява» «Shade»                                                     | Джей-Джей Макаро   | Емілі Сільвер та Девід Коб      | 15 листопада 2016 | 3,01                               |
| Наслідки Флешпоінта стають все гіршими. Воллі бачить сни, в яких він Кід-Флеш. Баррі розповідає, що в паралельній реальності Воллі і справді мав сили та отримав серйозні травми у битві зі злодієм. Кейтлін просить допомоги у Ціско, а Алхімія обирає новою жертвою Воллі.                                                                              |                                                                       |                    |                                 |                   |                                    |
| 7 | «Вбивця Мороз» «Killer Frost»                                         | Кевін Сміт         | Ендрю Крайсберг та Брук Робертс | 22 листопада 2016 | 2,95                               |
| Рятуючи Баррі, Кейтлін використовує свої сили, прискорюючи перетворення на Вбивцю Мороз. Воллі все ще в коконі. Взявши в заручники Джуліана, наполовину Кейтлін прагне знайти Алхімію, аби той забрав в неї сили. |                                                                       |                    |                                 |                   |                                    |
| 8 | «Вторгнення!» «Invasion!»                                             | Дермотт Доунс      | Аарон Гелбінг та Тодд Гелбінг   | 29 листопада 2016 | 4,15                               |
| Друга серія кросовера Флеша, Стріли, Легенд Завтрашнього Дня та Супердівчини. |                                                                       |                    |                                 |                   |                                    |
| 9 | «Теперишнє» «The Present»                                             | Рейчел Талалай     | Лорен Церто                     | 6 грудня 2016     | 3,14                               |
| Наближається Різдво, проте воно не для всіх є святом. Ціско сумує за братом, який загинув, Кейтлін згадує батька. Тим часом Баррі відправляється на Землю-3, аби заручитись допомогою Джея Гарріка у боротьбі із Савітаром. Флеш дізнається, що Джуліан - це Алхімія, але сам Джуліан цього не пам'ятає.                                                  |                                                                       |                    |                                 |                   |                                    |
| 10 | «Позичимо проблем у майбутнього» «Borrowing Problems from the Future» | Мілісент Шелтон    | Гренні Годфрі та Девід Коб      | 24 січня 2017     | 2,68                               |
| У майбутньому Баррі побачив смерть Айріс. Він розповідає про це дівчині та всій команді. Разом вони намагаються відвернути майбутні події. Кейтлін просить Джуліана допомогти зі своїми силами та запрошує його працювати у Стар Лабс. Сили Воллі зростають із кожним днем. Тепер він - Кід-Флеш.                                                         |                                                                       |                    |                                 |                   |                                    |
| 11 | «Живим чи мертвим» «Dead or Alive»                                    | Гаррі Їеріян       | Зак Стенц                       | 31 січня 2017     | 3,06                               |
| У місті новий злодій - Циганка. Її ціль - забрати Веллса на рідну Землю, де його будуть судити за порушення законів. Ціско домовляється із Циганкою про випробування двобоєм, та чи впорається він? Вони такі схожі та мають однакові сили. Може не лише сили?                                                                                            |                                                                       |                    |                                 |                   |                                    |
| 12 | «Недоторканий» «Untouchable»                                          | Роб Харді          | Брук Робертс та Джудаліна Нейра | 7 лютого 2017     | 2,91                               |
| Знаходять кілька жертв нового небезпечного мета-злочинця - Йоркіна. Він веде полювання на поліцейських із Флешпоінта і його не можна торкатись. Команді необхідно зробити все можливе, щоб ніхто не постраждав, адже жертвою може стати Джо. |                                                                       |                    |                                 |                   |                                    |
| 13 | «Атака на місто горил» «Attack on Gorilla City»                       | Дермотт Доунс      | Аарон Гелбінг та Девід Коб      | 21 лютого 2017    | 2,78                               |
| Флеш та частина команди вирушають у місто горил, де був схоплений один із Веллсів. Чи зможуть друзі протистояти цілій армії величезних розумних мавп? Тим часом, Воллі та Джессі з'ясовують стосунки на Землі-1. |                                                                       |                    |                                 |                   |                                    |
| 14 | «Атака на Централ-сіті» «Attack on Central City»                      | Дермотт Доунс      | Бенжамін Рааб та Дерік Хугз     | 28 лютого 2017    | 2,87                               |
| Горили затіяли помсту. Своєю ціллю вони обрали місто Флеша - Централ-сіті. Чи зможе місто вистояти перед цілою ордою величезних створінь? А от Веллси точно не зможуть знайти спільну мову. |                                                                       |                    |                                 |                   |                                    |
| 15 | «Гнів Савітара» «The Wrath of Savitar»                                | Олександра Ла Рош  | Ендрю Крайсберг та Ендрю Вілдер | 7 березня 2017    | 2,52                               |
| Баррі та Айріс повідомляють про заручини команді. Савітар керує думками Воллі. Той відправляється у майбутнє та бачить смерть своєї сестри. Ніхто не безгрішний і через одну із дій Кейтлін на всіх чекають погані наслідки. |                                                                       |                    |                                 |                   |                                    |
| 16 | «У Силі швидкості» «Into the Speed Force»                             | Грегорі Сміт       | Брук Робертс та Джудаліна Нейра | 14 березня 2017   | 2,39                               |
| Відправившись у Силу скорості за Воллі, Баррі зустрічає привидів минулого. Та чи добрі в них наміри цього разу? Заради порятунку Кід-Флеша, Джей приносить себе в жертву. Відносини між Баррі та Айріс стають ще напруженішими. |                                                                       |                    |                                 |                   |                                    |
| 17 | «Дует» «Duet»                                                         | Дермотт Доунс      | Аарон Гелбінг та Тодд Гелбінг   | 21 березня 2017   | 2,71                               |
| Кросовер-мюзікл Флеша та Супердівчини. Чи зможуть Баррі та Кара у іншій реальності вижити? Адже на їх шляху стоять друзі в незвичних ролях. |                                                                       |                    |                                 |                   |                                    |
| 18 | «Абра-кадабра» «Abra Kadabra»                                         | Ніна Лопез-Коррадо | Брук Робертс та Девід Коб       | 28 березня 2017   | 2,39                               |
| В місті з'являється черговий злодій із надзвичайними здібностями - Абра-кадабра. Баррі готовий повірити, що той має важливу інформацію про Савітара, але на заваді стає Циганка. Джуліан намагається не проявляти почуттів до Кейтлін, та хіба це можливо, якщо та потрапила в біду?                                                                      |                                                                       |                    |                                 |                   |                                    |
| 19 | «Колишній та майбутній Флеш» «The Once and Future Flash»              | Том Кевена         | Каріна Едлі МакКензі            | 25 квітня 2017    | 2,67                               |
| Баррі відправляється у майбутнє, щоб запитати себе, як врятувати Айріс. Виявляється, майбутній Флеш так і не зміг цього зробити. Хоча Айріс мертва, а команда розпалась, Баррі не хоче повертатись - йому треба зібрати всіх та зупинити злодіїв майбутнього.                                                                                             |                                                                       |                    |                                 |                   |                                    |
| 20 | «Я знаю, хто ти» «I Know Who You Are»                                 | Ганель Кулпеппер   | Бронвін Кларк та Джош Гілберт   | 2 травня 2017     | 2,69                               |
| Джо не може перейти на новий рівень у відносинах із Сесіль, адже треба буде розкрити всі таємниці. Ціско, Флеш та Веллс знаходять у майбутньому дівчину, яка зможе схопити Савітара та ув'язнити його. На заваді стає Вбивця Мороз, яка діє із доручення Савітара. Яке ж буде здивування Баррі, коли він дізнається, хто ховався під маскою весь цей час. |                                                                       |                    |                                 |                   |                                    |
| 21 | «Причина та наслідок» «Cause and Effect»                              | Девід МакВіртер    | Джудаліна Нейра та Лорен Церто  | 9 травня 2017     | 2,71                               |
| Ціско має геніальний план - якщо Баррі не буде нічого запам'ятовувати, то і Савітар нічого не дізнається та не зможе бути на крок попереду команди. Але все йде не по плану і Баррі втрачає всі свої спогади так само, як і Савітар. Кейтлін втручається у розвиток подій, але вона все ще на боці Савітара.                                              |                                                                       |                    |                                 |                   |                                    |
| 22 | «Інфантіно-стріт» «Infantino Street»                                  | Майкл Алловітц     | Гренні Годфрі                   | 16 травня 2017    | 2,48                               |
| До загибелі Айріс залишились години. Джо відвозить Айріс у безпечне місце, про яке не знає Баррі. Веллс та Трейсі готують швидкісну базуку. Та в якийсь момент все йде не по плану. |                                                                       |                    |                                 |                   |                                    |
| 23 | «Фінішна лінія» «Finish Line»                                         | Девід МакВіртер    | Аарон Гелбінг та Тодд Гелбінг   | 23 травня 2017    | 3,04                               |
| Завдяки пожертві Ха Ера, Айріс жива. Майбутнє змінилось і тепер Савітар зникне. Але той має свій план і змушує Кейтлін та Ціско переробити швидкісну базуку. Баррі пропонує майбутньому собі угоду. У Кейтлін пробуджуються людські емоції, та вона ще не готова повертатись у команду.                                                                   |                                                                       |                    |                                 |                   |                                    |

## 4 сезон (2017 - 2018)
| № | Назва                                                       | Режисер           | Сценарист                                        | Дата показу в США | Кількість глядачів США (мільйонів) |
| --- | ----------------------------------------------------------- | ----------------- | ------------------------------------------------ | ----------------- | ---------------------------------- |
| 1 | «Відродження Флеша» «The Flash Reborn»                      | Глен Вінтер       | Тодд Гелбінг та Ерік Валлейс                     | 10 жовтня 2017    | 2,84                               |
| Пів року минуло з того часу, як Флешу довелось покинути Централ-сіті та друзів заради порятунку планети. Айріс тепер керує командою і в них непогано виходить розбиратись зі злочинцями, в тому числі - мета-злочинцями. Та раптом з'являється той, хто хоче кинути виклик Флешу - найшвидшій людині на Землі. Команді доведеться повернути Баррі, інакше, місто буде знищено. |                                                             |                   |                                                  |                   |                                    |
| 2 | «Змішані сигнали» «Mixed Signals»                           | Олександра Ла Рош | Джонатан Батлер та Габріель Гарца                | 17 жовтня 2017    | 2,84                               |
| Поки Баррі розбирається з усім, що пропустив за ці місяці, Айріс вирішує звернутись до сімейного психолога. В місто прибуває таємничий кібер-злодій, який не гребує шансом вбити жертву ліфтом. Здається, жертв нічого не пов'язує між собою, та це не так. Колись всі вони скоїли злочин і тепер отримують покарання за свої гріхи. Ціско весь час проводить на роботі та ігнорує побачення із Циганкою. Чи добре закінчиться це для нього? |                                                             |                   |                                                  |                   |                                    |
| 3 | «Леді-удача» «Luck Be a Lady»                               | Армен Кеворкіан   | Сем Челсін та Джудаліна Нейра                    | 24 жовтня 2017    | 2,62                               |
| У місті відбувається дивне пограбування - колишня постійна невдаха Ребекка Шарп раптово стала забирати вдачу в оточуючих. Якщо звичайні люди довкола раптом стають невдахами, то що ж буде із Флешем? В цей же час, на Землю-1 прибуває Гаррі з поганими новинами для Воллі, та команді зараз не до того - треба з'ясувати, звідки взялися нові мета-люди. |                                                             |                   |                                                  |                   |                                    |
| 4 | «Тривала подорож в ночі» «Elongated Journey Into Night»     | Том Кевена        | Стірлінг Гейтс та Томас Паунд                    | 31 жовтня 2017    | 1,99                               |
| Пошуки нових мета-людей приводять Баррі до старого знайомого - продажного поліцейського Ральфа Дібні. Тепер він може розтягувати своє тіло так, як забажає, проте треба навчитись це контролювати. Однак продажним копом цікавиться не лише команда Флеша. Через свою роботу приватного детектива, він знайшов багато нових ворогів. Тим часом, Ціско знайомиться із батьком Циганки, та чи призведе це до дружби навіки? Адже турботливий батько зробить усе можливе, щоб перевірити, гідний Ціско його доньки чи ні. Навіть влаштує полювання. |                                                             |                   |                                                  |                   |                                    |
| 5 | «Дівич-вечір» «Girls Night Out»                             | Лора Белзі        | Лорен Церто та Крістен Кім                       | 7 листопада 2017  | 2,38                               |
| Дівчата влаштовують дівич вечір перед весіллям. Хлопці вирішили не відставати. Та хіба може все пройти легко та без негараздів, якщо на горизонті з'являється сильна мета-людина, а Баррі вперше, із моменту перетворення на Флеша, напився? Ще й Кейтлін знов не змогла втримати Вбивцю Мороз. |                                                             |                   |                                                  |                   |                                    |
| 6 | «Коли Гаррі зустрів Гаррі...» «When Harry Met Harry...»     | Брент Кровел      | Джонатан Батлер та Габріель Гарца                | 14 листопада 2017 | Буде оголошено                     |
| Баррі навчає Ральфа використовувати його здібності, а Циско виготовляє для нього еластичний костюм. Інша автобусна металюдина, уродженка Лакота Сіу на ім’я Міна Чайтан яка вміє оживляти статуї, починає атакувати Централ-Сіті та викрадає шматки намиста Чорного бізона, яке, як вона стверджує, належить її племені. Коли Баррі та Ральф наздоганяють її, вона атакує Баррі зі статуєю печерної людини та намагається втекти. Ральф вирішує зупинити її, але при цьому маленька дівчинка отримує поранення. Ральф шкодує про свій вчинок, але його втішає Баррі. Чайтон тікає, шукаючи останнє намисто, яке зберігається в музеї. Коли Баррі та Ральф протистоять їй, вона оживляє скелет динозавра. Баррі заарештовує Чайтон, а Ральф рятує охоронця від скелета. Пізніше Ральф розповідає, що він відправив намисто племені Чейтона перед тим, як відвідати маленьку дівчинку в лікарні, використовуючи свої здібності, щоб розважити її. Тим часом Гаррі, намагаючись подружитися, працює зі своїми двійниками з альтернативних Земель, під назвою Рада Велсів. Вони приходять до висновку, що ДеВо є людиною на ім'я Кліффорд ДеВо . Баррі та Джо прямують до будинку ДеВо, але знаходять чоловіка середнього віку в інвалідному візку. |                                                             |                   |                                                  |                   |                                    |
| 7 | «Тому є я» «Therefore I Am»                                 | Девід МакВіртер   | Ерік Валлейс та Томас Паунд                      | 21 листопада 2017 | Буде оголошено                     |
| Баррі та Джо допитують ДеВо та його дружину Марліз , щоб спробувати отримати більше інформації. У спогадах ДеВо та Марліз будують кришку мислення, щоб покращити його мозкову здатність, живлячи його завдяки вибуху прискорювача частинок. Збільшення мозкових можливостей ДеВо прискорює розвиток бічного аміотрофічного склерозу , що змушує його дружину побудувати для нього спеціальне крісло, щоб зберегти його життя. Баррі знаходить камеру в голові самуроїда і йде до будинку ДеВо, ледве уникаючи того, щоб його спіймала дружина ДеВо. Пізніше Баррі стикається з ДеВо, який розкриває його справжню особу, що призводить до того, що Циско називає його «Мислителем». Воллі повертається до команди Флеш. |                                                             |                   |                                                  |                   |                                    |
| 8 | «Криза на Землі-Ікс, Частина 3» «Crisis on Earth-X, Part 3» | Дермотт Доунс     | Тодд Хелбінг, Ендрю Крайсберг та Марк Гуггенхайм | 28 листопада 2017 | Буде оголошено                     |
| Третя частина щорічного кросоверу Телевсесвіту DC. |                                                             |                   |                                                  |                   |                                    |